# 军赛佤族拉祜族傈僳族德昂族乡
军赛佤族拉祜族傈僳族德昂族乡是中华人民共和国云南省临沧市镇康县下辖的一个民族乡。

## 行政区划
军赛佤族拉祜族傈僳族德昂族乡下辖以下村级行政区划单位：
军赛村、中厂村、彩靠村、南榨村、岔路村和忙吉利村。